# روبرت موزیل
روبرت موزیل (به آلمانی: Robert Mathias Edler von Musil) نویسنده مشهور اتریشی است که رمان بلند ناتمام او مرد بدون خاصیت (به آلمانی: Der Mann ohne Eigenschaften) یکی از مهمترین رمان‌های مدرن شناخته می‌شود.

## زندگی
روبرت در تاریخ ۶ نوامبر ۱۸۸۰ در شهر کلاگن فورت (به آلمانی: Klagenfurt) اتریش زاده شد. پدرش آلفرد فون موزیل (به آلمانی: Alfred Edler von Musil) از خانواده‌های اصیل اتریش و صاحب کرسی‌ای در دانشگاه آلمانی فنی برن (به آلمانی: Deutsche Technische Hochschule Brünn) بود و مادرش هرمینه برگاو (به آلمانی: Hermine Bergauer) نام داشت. در کودکی روبرت تنها و گوشه‌گیر بود و سرگرمی‌اش این بود که که از پنجره به اتفاقات خارج از خانه بنگرد. خانواده او چهار سال پیش از تولد روبرت صاحب دختری به نام السا (به آلمانی: Elsa) شده بودند که پیش از یازده ماهگی مرده بود.
در سال ۱۸۹۲ به خواست پدر و برای اینکه خودی نشان دهد، به مدرسه‌ای نظامی در آیزن‌اشتات رفت. دو سال بعد، به مؤسسه آموزش و پرورش نظامی در مریس ویسکرشن رفت که نظامی بسیار سختگیرانه داشت و معلمانش با دانش‌آموزان مانند مجرمین رفتار می‌کردند. ترس آن محیط تا سال‌ها بعد با روبرت همراه بود. در سال ۱۸۹۷ روبرت هفده ساله به یک دانشگاه فنی نظامی در وین رفت؛ گرچه، در این راه حس بهتری داشت اما این حقیقتاً نه تصمیم خودش بلکه خواست پدرش بود که هر دو سنت خانواده را رعایت کند: تربیت نظامی و فنی. بعدها با راضی کردن پدر شروع به تحصیل در رشته مهندسی مکانیک کرد و پس از سه سال با درجه «بسیار توانا» فارغ‌التحصیل شد. در طول دانشگاه آثار بزرگانی همچون رالف والدو امرسون، موریس مترلینک، گابریله دانونزیو و بیشتر از همه فریدریش نیچه را می‌خواند. نیچه توجه او را خیلی جلب کرد و تأثیر زیادی بر او گذاشت؛ به طوری که اصول و احساسات روانی آثارش را می‌توان در نیچه یافت. بعدها احساس کرد که چیز معنا داری برایش باقی نمانده و مهندسی و ریاضیات هم نمی‌توانند روح او را ارضا کنند؛ پس به سمت تحصیل روانشناسی و فلسفه رفت و تا مقطع دکتری پیش رفت اما حتی فلسفه هم نتوانست پاسخ سوال‌هایش را بدهد و تنها او را مشکوک‌تر ساخت.
اولین رمان وی با عنوان آشفتگی‌های ترلس جوان در سال ۱۹۱۶ منتشر شد و در سال ۱۹۱۱ دو داستان به نام‌های «وسوسه‌های ورنیک آرام» و «کمال عشق» را نوشت و منتشر کرد. در ۱۹۱۶ به پراگ رفت و با کافکا که از او تأثیر بسیاری پذیرفته بود، ملاقات کرد. در ۱۹۲۴، مجموعه داستانی با نام سه زن را منتشر کرد. سپس در ۱۹۳۰ و ۱۹۳۳ به ترتیب جلد اول و دوم شاهکارش مرد بدون خاصیت، اثری با مضمون افول تفکر و اخلاق در امپراطوری اتریش مجارستان را منتشر کرد. (جلد سوم پس از مرگش به صورت ناتمام به انضمام یادداشت‌ها و طرح‌های روبرت برای داستان توسط همسرش انتشار یافت.)

## املای نام
نام او در آلمانی موسیل و موزیل تلفظ می‌شود. در آثار فارسی او با نام روبر، روبرت و رابرت و نام خانوادگی موزیل یا موسیل نوشته شده‌است.

## آثار
- آشفتگی‌های ترلس جوان
- وسوسه‌های ورنیک آرام
- سه زن
- مرد بدون خاصیت (رمان)
- کاغذ مگس‌کش (مجموعه داستان)[۵] ترجمه به فارسی سال ۱۳۹۲ نشر «روزگار نو»[۶]